# Amarylkovité
Amarylkovité (Amaryllidaceae) je čeleď jednoděložných rostlin z řádu chřestotvaré (Asparagales). Starší taxonomické systémy čeleď řadily do řádu Liliales, Amarillidales aj. Podle systému APG III jsou sem přidány (jako podčeledi) dříve samostatné čeledi kalokvětovité (Agapanthaceae) a česnekovité (Alliaceae).

## Popis
Jedná se zpravidla o vytrvalé pozemní byliny, převážně s cibulemi, vzácně s oddenky. Jsou to rostliny jednodomé s oboupohlavnými květy. Listy jsou nahloučeny na bázi, nebo nikoliv, jsou jednoduché, přisedlé nebo řapíkaté, střídavé, uspořádané nejčastěji dvouřadě, vzácněji spirálně, s listovými pochvami. Čepele listů jsou celokrajné, čárkovité až kopinaté, či podlouhlé, vejčité, nebo okrouhlé, žilnatina je souběžná. Květy jsou oboupohlavné, jsou jednotlivé nebo v květenstvích, zpravidla vrcholících, okolících nebo hlávkách. Pod květem či květenstvím jsou často 2 (vzácně až 8) listenů ve tvaru toulce, jen někdy toulec chybí. Květy jsou pravidelné nebo nepravidelné a souměrné (zygomorfní). Okvětí je vyvinuto, zpravidla 6 okvětních lístků ve 2 přeslenech (3+3), okvětní lístky jsou volné nebo srostlé a pak vytvářejí korunní trubku, jsou různých barev. Uvnitř je často přítomna jako další přeslen nápadná pakorunka. Tyčinek je 6, vzácněji jiný počet (3-18), ve 2 přeslenech, jsou volné nebo srostlé s korunní trubkou, volné navzájem či srostlé. Gyneceum je složeno ze 3 plodolistů, je synkarpní, čnělka je 1 , blizny 1 nebo 3, semeník je spodní, vzácně polospodní. Plod je suchý nebo dužnatý, pukavý, či nikoliv, převážně tobolka nebo bobule.

## Rozšíření
Je známo asi 60 rodů a asi 800 druhů, které jsou rozšířeny hlavně v tropech a subtropech, méně i v mírném pásu.
V ČR roste ve volné přírodě jen 5 druhů z čeledi amarylkovité (Amaryllidaceae), z toho jsou 3 původní a 2 pouze zplanělé. Jedna z nejčasnějších jarních rostlin je sněženka podsněžník (Galanthus nivalis), která je v ČR jak původní, tak pěstovaná a zplanělá. Podobná situace je u bledule jarní (Leucojum vernum), v Karpatech východní Moravy bude asi jen zplanělá. Bledule letní (Leucojum aestivum) je kriticky ohrožený (C1) druh jihomoravských luhů u velkých řek, jinde chybí nebo byla jen výjimečně zavlečena. Narcis žlutý (Narcissus pseudonarcissus) a narcis bílý (Narcissus poëticus) jsou původní v jižní a jihozápadní Evropě, v ČR jsou to hojně pěstované a občas zplaňující okrasné rostliny.

## Zástupci
- amarkrinum (×Amarcrinum)
- amarylka (Amaryllis)
- bělokvět (Haemanthus)
- bělopalice (Leucocoryne)
- bledule (Leucojum)
- brunsvigie (Brunsvigia)
- cyrtantus (Cyrtanthus)
- česnek (Allium)
- džbánka (Urceolina)
- eucharidka (Eucharis)
- grifinie (Griffinia)
- habrant (Habranthus)
- hvězdník (Hippeastrum)
- hymenokalis (Hymenocallis)
- kalokvět (Agapanthus)
- kalostema (Calostemma)
- krvokvět (Scadoxus)
- křín (Crinum)
- lír (Pancratium)
- lužanka (Sternbergia)
- lykoris (Lycoris)
- narcis (Narcissus)
- nerine (Nerine)
- pačesnek (Nothoscordum)
- řemenatka (Clivia)
- sněženka (Galanthus)
- sprekélie (Sprekelia)
- tulbagie (Tulbaghia)
- zefýrovec (Zephyranthes)[1]

## Seznam rodů
Acis,
Agapanthus,
Allium,
Amaryllis,
Ammocharis,
Apodolirion,
Beauverdia,
Boophone,
Brunsvigia,
Calicharis,
Caliphruria,
Calostemma,
Castellanoa,
Cearanthes,
Chlidanthus,
Clinanthus (včetně Coburgia),
Clivia,
Crinum,
Crossyne,
Cryptostephanus,
Cyrtanthus,
Eithea,
Eucharis,
Eucrosia,
Eustephia,
Galanthus,
Gethyllis,
Gilliesia,
Griffinia,
Habranthus,
Haemanthus,
Hannonia,
Hessea,
Hieronymiella,
Hippeastrum,
Hymenocallis,
Ismene,
Leptochiton,
Leucocoryne (vč. Pabellonia),
Leucojum,
Lycoris,
Mathieua,
Miersia,
Myobranthus,
Namaquanula,
Narcis,
Nerine,
Nothoscordum,
Pamianthe,
Pancratium,
Paramongaia,
Phaedranassa,
Phycella,
Placea,
Plagiolirion,
Proiphys,
Prototulbaghia,
Pyrolirion,
Rauhia,
Rhodophiala,
Scadoxus,
Solaria (vč. Ancrumia),
Speea,
Sprekelia,
Stenomesson,
Sternbergia,
Strumaria,
Tocantinia,
Traubia,
Trichlora,
Tristagma (vč. Ipheion),
Tulbaghia,
Ungernia,
Urceocharis,
Urceolina,
Vagaria,
Worsleya,
Zephyranthes